# Isidor Fett
Isidor Isaak Joseph Fett (* 24. November 1874 in Debica, Galizien, Österreich-Ungarn; † 6. Dezember 1933 in München) war ein österreichischer Unternehmer und Filmproduzent sowie ein Münchner Filmpionier.

## Leben
Fett lebte seit 1897 in München. 1910 gründete er mit Karl Wiesel das erste Filmatelier im Geiselgasteig.
Am 16. November 1912 richtete er in seinem Konfektionshaus in München das Kino „Lichtspiele am Max-Weber-Platz“ mit ungefähr 150 Plätzen ein. Die 1913 gegründete Bayerische Filmgesellschaft Fett & Wiesel produziert über 50 Stummfilme, u. a. mit dem Stummfilmstar Harry Piel. 1921 trennten sich die Wege von Fett und Wiesel, ihre Firma ging in der Emelka Film (dem Vorläufer der Bavaria Film) auf. Von 1920 bis 1922 war er Vorstandsmitglied bei der Münchener Lichtspielkunst AG. Im Januar 1923 beteiligte er sich mit seiner Firma Central-Film an der Gründung der Exportaktiengesellschaft Münchener Filmfabrikanten und war zugleich Mitglied des Aufsichtsrats. Durch Beschluss der Generalversammlung am 27. November erfolgte eine Umwandlung in die Lindwurm-Werk Aktiengesellschaft für Möbel, Dekorations- und Filmkunst. Fett war außerdem im selben Jahr Geschäftsführer an der Seite des Rechtsanwalts Ludwig Erlanger bei der Die Wende Film GmbH (1921–1930). Ab September 1925 betätigte er sich mit seiner Firma Film Bühne GmbH auch als Kinobetreiber.
Fett, der die bayrische Staatsangehörigkeit beantragt hatte, nachdem er seit 20 Jahren in München lebte, sollte an dem Tag im Oktober 1923, als er sich seinen Pass holen wollte, aus Bayern ausgewiesen werden. Als Grund wurde Schnelle Bereicherung, also Wirtschaftsschädigung genannt.
Er war Generaldirektor der Firma Münchener Lichtspiel-Kunst, Mitbegründer der Münchener Film-Industrie und wurde von der rechten Münchener Presse oft als „einer der Kapitäne des Münchener Wirtschaftslebens“ genannt.
Isidor Fett wurde im Oktober 1927 in Berlin Geschäftsführer der Deutsches Lichtspiel Syndikat GmbH und im März 1928 zum alleinigen Vorstand der Deutsches Lichtspiel Syndikat AG berufen. Im Mai 1929 war er als Aktionär Mitgründer der kurzlebigen West Gaststätten AG (1929–1930) und wurde Mitglied des Aufsichtsrats.
Als sich in Deutschland der Tonfilm durchsetzte, stellte er nur zwei Spielfilme her, zuletzt als Geschäftsführer der Grock Tonfilm GmbH.
In der Zeit des Nationalsozialismus wurden die Namen Isidor Fett und Karl Wiesel aus Filmpublikationen zensiert.

## Filmografie
- 1915: Die große Wette
- 1916: Das lebende Rätsel
- 1916: Unter heißer Zone
- 1917: Das Luxusbad
- 1917: Rauschende Akkorde
- 1917: Der Theaterprinz
- 1917: Der falsche Waldemar
- 1917: Die Glocke
- 1917: Fräulein Pfiffikus
- 1917: Das Luxusbad
- 1918: Das Patschuli-Mäuschen
- 1918: Der Bettler von Savern
- 1918: Das Gift der Medici
- 1918: Sr. Hoheit Brautfahrt
- 1918: Edelwild
- 1918: Stürme des Lebens
- 1918: Leutnant Mucki
- 1918: Die Vision
- 1918: Liebesopfer
- 1918: Seelen in Ketten
- 1918: Der Wahn ist kurz
- 1918: Die schleichende Gefahr
- 1919: Im letzten Augenblick
- 1919: Die Heimat
- 1919: Die feindlichen Reporter
- 1919: Die Feste des Fürsten von Ferrara
- 1919: Hängezöpfchen
- 1919: Die Angelfreunde
- 1919: Sühne
- 1919: Meier & Sohn
- 1919: Das goldene Buch
- 1919: Das Mädchen mit dem fremden Herzen
- 1919: Der Tintenfischklub
- 1919: Die schwarze Marion
- 1919: Die Sumpfhanne
- 1919: Der Erbe vom Lilienhof
- 1919: Der Ehestifter
- 1919: Das rosa Strumpfbändchen
- 1920: Das Floß der Toten
- 1920: Fata Morgana
- 1920: Schiffe und Menschen
- 1920: Ein Walzer von Strauß
- 1920: Der Tanz in den Abgrund
- 1920: Das Haus der Lüge
- 1920: Graf Zornbock
- 1920: Das Lied der Puszta
- 1921: Das ungeschriebene Gesetz
- 1921: Die schwarze Schmach
- 1921: Der Schrecken der roten Mühle
- 1925: Die Liebe der Bajadere
- 1930: Bockbierfest
- 1931: Grock